# 一致连续
一致连续又稱均匀连续，（英語：uniformly continuous），為數學分析的專有名詞，大致來講是描述對於函數 {\displaystyle f(\cdot )} 我們只要在定義域中讓任意兩點 {\displaystyle x} 跟 {\displaystyle y} 越來越接近，我們就可以讓 {\displaystyle f(x)} 跟 {\displaystyle f(y)} 無限靠近，這跟一般的連續函數不同之處在於：{\displaystyle f(x)} 跟 {\displaystyle f(y)} 之間的距離並不依賴 {\displaystyle x} 跟 {\displaystyle y} 的位置選擇。
一致连续是比连续更苛刻的条件。一个函数在某度量空间上一致连续，则其在此度量空间上必然连续，但反之未必成立。

## 正式的ε-δ定義
设 {\displaystyle (X,d_{1})} 和 {\displaystyle (Y,d_{2})} 皆是度量空间，我們說函数 {\displaystyle f:X\to Y} 一致连续，這代表對任意的 {\displaystyle \epsilon >0}，存在 {\displaystyle \delta >0}，使得定義域中任意兩點 {\displaystyle x,y}  只要 {\displaystyle d_{1}(x,y)<\delta }，就有 {\displaystyle d_{2}(f(x),f(y))<\epsilon }。
当 {\displaystyle X}  和{\displaystyle Y} 都是實數的子集合，{\displaystyle d_{1}} 和 {\displaystyle d_{2}} 為絕對值 {\displaystyle |\cdot |} 时，一致连续的定义可表述为：如果对任意的 {\displaystyle \epsilon >0}，存在 {\displaystyle \delta >0}，使得对任意兩點 {\displaystyle |x-y|<\delta }，都有 {\displaystyle |f(x)-f(y)|<\epsilon }，则稱函數 {\displaystyle f} 在 {\displaystyle X}上一致连续。
均勻連續跟在每點連續最大的不同在於：在均勻連續定義中，正數 {\displaystyle \delta } 的選擇只依賴 {\displaystyle \epsilon } 這變數，而不依賴定義域上點的位置。

## 一致连续性定理
一个从紧致度量空间到度量空间的连续函数是一致连续的。
设函数{\displaystyle f:X\to Y}，{\displaystyle (X,d_{1})}为紧致度量空间，{\displaystyle (Y,d_{2})}为度量空间。
假设{\displaystyle f}不是一致连续的，則存在一個{\displaystyle \epsilon >0}，对于任意{\displaystyle n}都存在{\displaystyle x_{n},y_{n}}满足条件{\displaystyle d_{1}(x_{n},y_{n})<{\tfrac {1}{n}}}并且{\displaystyle d_{2}(f(x_{n}),f(y_{n}))\geq \epsilon }。
因为{\displaystyle X}为紧致度量空间，{\displaystyle X}是序列紧致的，所以存在一个{\displaystyle (x_{n})}的收敛子序列{\displaystyle (x_{k_{n}})}，设其收敛到{\displaystyle x}。
{\displaystyle d_{1}(x_{k_{n}},y_{k_{n}})<{\tfrac {1}{k_{n}}}\leq {\tfrac {1}{n}}\to 0}，所以{\displaystyle (y_{k_{n}})\to x}。
因为{\displaystyle f}连续，{\displaystyle \epsilon \leq d_{2}(f(x_{k_{n}}),f(y_{k_{n}}))\to d_{2}(f(x),f(x))=0}，矛盾，定理得证。
一致连续相比于连续是一个更强的结论。一般情况下，连续不意味着一致连续。